# Серадика (Анкона)
Серадика (итал. Serradica) насеље је у Италији у округу Анкона, региону Марке.
Према процени из 2011. у насељу је живело 225 становника. Насеље се налази на надморској висини од 501 м.